# Miltonia regnellii
Miltonia regnellii es una especie de orquídea terrestre perteneciente a la familia Orchidaceae. Es originaria de Brasil. 

## Descripción
Las plantas florecen alrededor de enero a mayo en la naturaleza, y entre agosto y octubre en los cultivos. Las inflorescencias soportan normalmente de 4 a 5 flores, y estas tienen 6,5 cm de diámetro con los sépalos y pétalos de color blanco, el labio es variable de color rosa a púrpura. Una variedad más oscura que se ha descrito como var. purpurea. 

## Distribución y hábitat
Las plantas se encuentran en los estados brasileños de São Paulo, Minas Gerais Santa Catarina y Rio Grande do Sul,  creciendo en los bosques de la parte baja de las regiones de montaña con alto grado de humedad en alturas de alrededor de 800 metros y 1400 m s. n. m.

## Híbridos
Tres híbridos naturales se han descrito: 
- Miltonia x binotii (Miltonia x candida),
- Miltonia x Castanea (x Miltonia clowesii) y
- Miltonia x cogniauxiae (x Miltonia spectabilis).

## Cultivo
Crecen en condiciones intermedias con moderada luz durante el verano, y más luz durante el invierno.   Durante el período de vegetación, la alta humedad es esencial para el éxito del cultivo. Los tiestos no deben secarse por completo y deben tener suficiente drenaje para evitar la pudrición de la raíz. Hay que rociar las plantas con frecuencia si es posible por la mañana para imitar  el rocío del hábitat natural.  

## Sinonimia
- Oncidium regnellii (Rchb.f.) Rchb.f. (1863)
- Miltonia cereola Lem. (1865)
- Miltonia regnellii var. citrina Cogn. (1900)
- Miltonia regnellii var. travassosiana Cogn. (1900)
- Miltonia regnellii var. veitchiana Cogn. (1900)
- Miltonia regnellii var. alba Tessmer (2003)
- Miltonia regnellii f. alba (Tessmer) Roeth (2005)
- Miltonia regnellii f. citrina (Cogn.) Roeth (2005)
- Miltonia regnellii f. travassosiana (Cogn.) Roeth (2005)
- Miltonia regnellii f. veitchiana (Cogn.) Roeth (2005)